# Bánh sừng bò Thánh Máctinô
Bánh sừng bò Thánh Máctinô (tiếng Ba Lan: Rogal świętomarciński) là một loại bánh sừng bò với nhân làm từ hạt cây hoa anh túc trắng, là món ăn truyền thống ở Poznań và một số khu vực của vùng Wielkopolska (Đại Ba Lan) nhân dịp Ngày Thánh Máctinô (11 tháng 11).

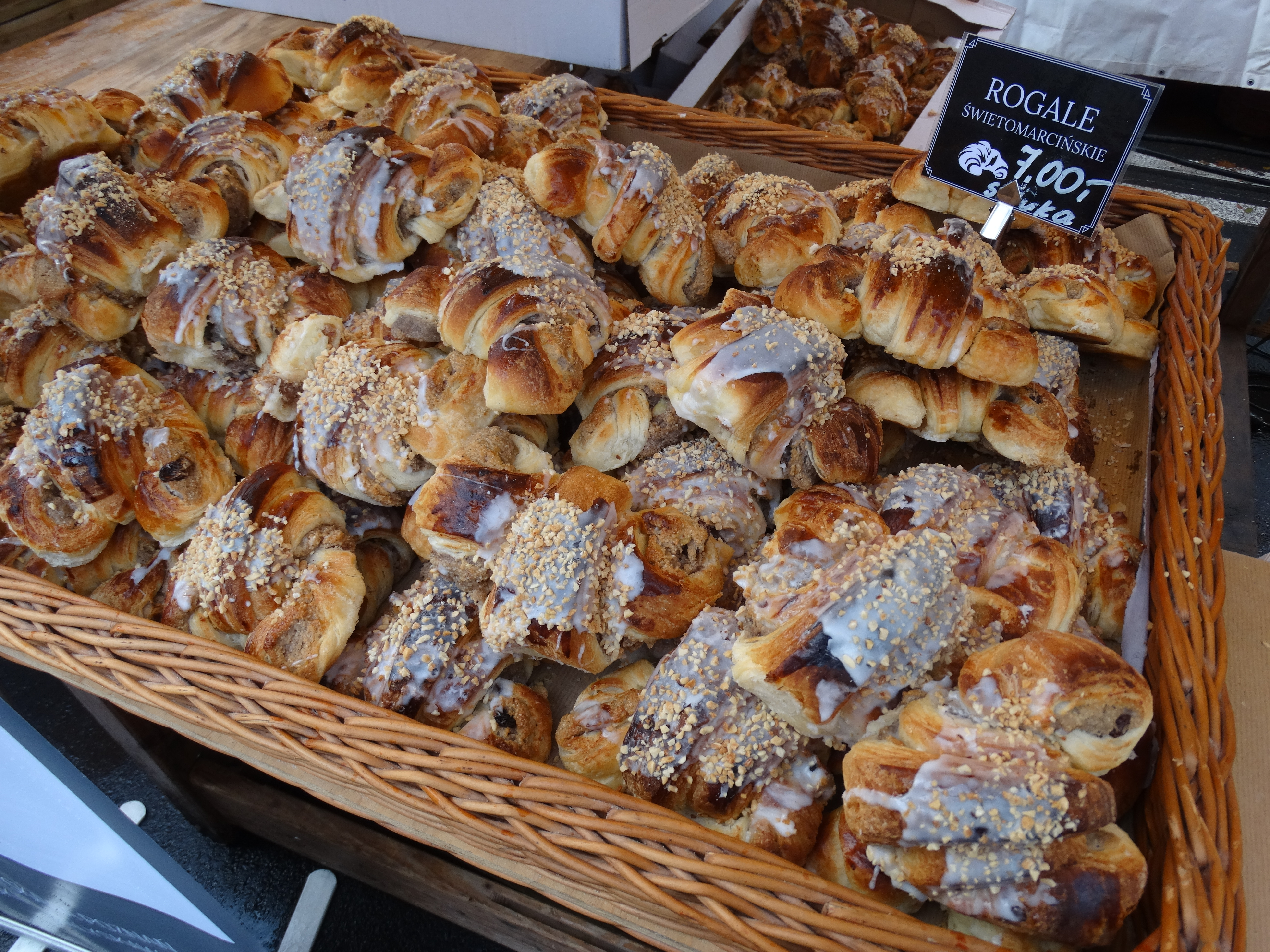
Rogal świętomarciński, bánh sừng bò Thánh Máctinô

Theo quyết định của EC số 1070/2008 ngày 30 tháng 10 năm 2008, cái tên rogal świętomarciński của món ăn đã được nhập vào Sổ đăng ký chỉ định được bảo hộ về nguồn gốc của Liên minh châu Âu.

## Nguyên liệu
Bánh sừng bò Thánh Máctinô có hình dạng trăng lưỡi liềm, nặng từ 200 g đến 250 g; chiều rộng là 10 cm và chiều cao của nó (ở phần rộng nhất) là 7 cm. Rogal świętomarciński được phủ bên ngoài bằng một lớp đường trắng nấu chảy để đông lại, và rắc hạt lạc. Nguyên liệu làm bánh bao gồm hạt anh túc trắng, vani, quả chà là hoặc vả tây nghiền, nho khô, kem, xi-rô (anh đào, lê, vỏ cam) và hương vị hạnh nhân.

## Lịch sử
Truyền thống này bắt nguồn từ thời ngoại giáo, khi trong bữa tiệc mùa thu, người xưa dâng lên các vị thần con bò thật, hoặc thay thế bằng thứ bột nhào cuộn lên chiếc sừng bò. Giáo hội Latinh đã tiếp quản phong tục này và liên hệ với hình ảnh Thánh Máctinô, vì theo truyền thuyết thì con ngựa của ông đã để mất cái móng ngựa.
Ở Poznań, truyền thống làm bánh rogal świętomarciński vào ngày 11 tháng 11 tồn tại từ năm 1860, khi thấy chuyên mục quảng cáo loại bánh này được tìm thấy trên Dziennik Poznański. Kể từ đó loại bánh croissant này trở thành một phần không thể thiếu trong văn hóa địa phương Poznań nói riêng và vùng Đại Ba Lan nói chung. Vào năm 1923, thống chế Pháp Ferdinand Foch đã bày tỏ sự khen ngợi đối với loại bánh Rogal świętomarciński từ Ba Lan.
Có một giai thoại được lan truyền rộng rãi nói rằng truyền thống làm bánh ngày nay thực chất được sinh ra vào tháng 11 năm 1891. Tương truyền, khi ngày lễ Thánh Máctinô đang đến gần, linh mục giáo xứ của giáo xứ Thánh Máctinô, Cha Jan Lewicki, đã kêu gọi các tín hữu hãy cùng nhau làm điều gì đó cho người nghèo noi theo gương của vị thánh quan thầy. Một người làm bánh kẹo Józef Melzer, vốn đang có mặt trong đám đông lúc này và làm việc trong một cửa hàng bánh kẹo gần đó đã thuyết phục ông chủ của mình làm sống lại truyền thống cũ. Những cư dân giàu có của Poznań đã mua một món ngon và tặng miễn phí cho người nghèo. Phong tục làm bánh vào năm 1901 đã được Hiệp hội Bánh kẹo tiếp quản. Sau cuộc chiến tranh thế giới thứ nhất, Franciszek Rączyński trở lại với truyền thống làm bánh tặng quà cho người nghèo và sau khi chiến tranh thế giới thứ hai kết thúc, một người tên là Zygmunt Wasiński đã ra tay cứu loại bánh Rogal świętomarciński khỏi bị lãng quên.

## Ngày nay
Truyền thống làm bánh sừng bò Thánh Máctinô vào ngày 11 tháng 11 vẫn còn tồn tại tại Poznań cho đến tận ngày hôm nay. Vào ngày lễ Thánh Máctinô, tổng cộng có khoảng 250 tấn bánh rogal świętomarciński được bán và nếu tính tổng thời gian từ ngày 9 đến 11 tháng 11, con số này là khoảng 400 tấn. Ngoài dịp lễ ra, loại bánh này vẫn được tiêu thụ với số lượng lớn cũng như thường được sử dụng để làm quà tặng.
Trong tâm thức của người dân Poznań, bánh sừng bò mang một liên kết chặt chẽ với ngày lễ tưởng niệm Thánh Máctinô thành Tours, người cũng là một vị thánh quan thầy của một tuyến phố chính ở thành phố này.